# Bouillargues
Bouillargues is een gemeente in het Franse departement Gard (regio Occitanie). De plaats maakt deel uit van het arrondissement Nîmes. Bouillargues telde op 1 januari 2022 6.119 inwoners.

## Geografie
De oppervlakte van Bouillargues bedroeg op 1 januari 2022 15,77 vierkante kilometer; de bevolkingsdichtheid was toen 388 inwoners per km².

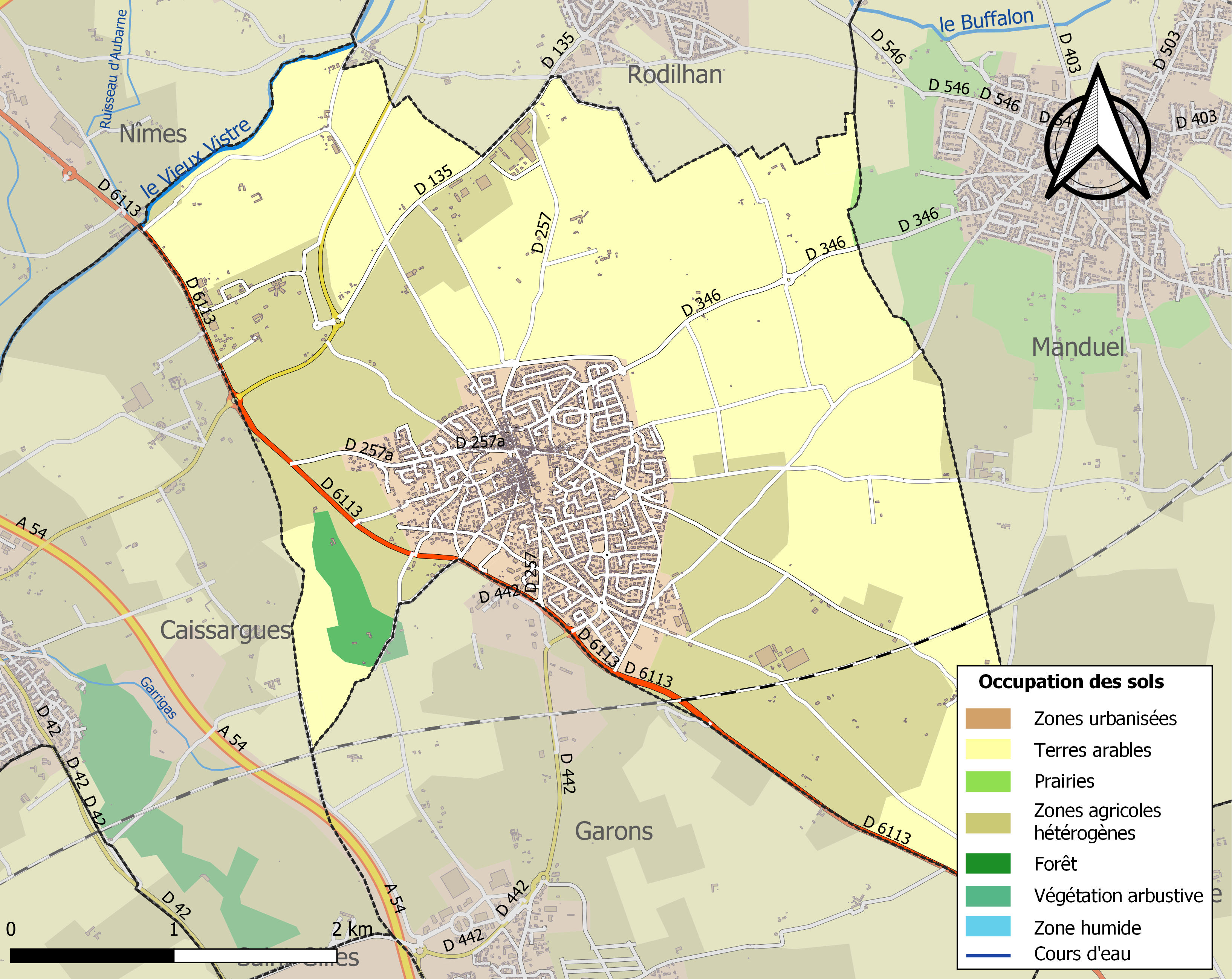
Kaart van de gemeente met belangrijkste infrastructuur, bodemgebruik en omliggende gemeenten

## Demografie
Onderstaande figuur toont het verloop van het inwonertal (bron: INSEE-tellingen).

## Geboren in Bouillargues
- Jacques de Baroncelli (1881-1951), Frans filmregisseur en filmproducent